# Ctenusa brevipecten
Ctenusa brevipecten là một loài bướm đêm trong họ Noctuidae.